# نينو هيرمان
نينو هيرمان (بالعبرية: נינו הרמן‏) هو مصور إسرائيلي، ولد في 4 فبراير 1952 في تل أبيب في إسرائيل.

## معرض صور

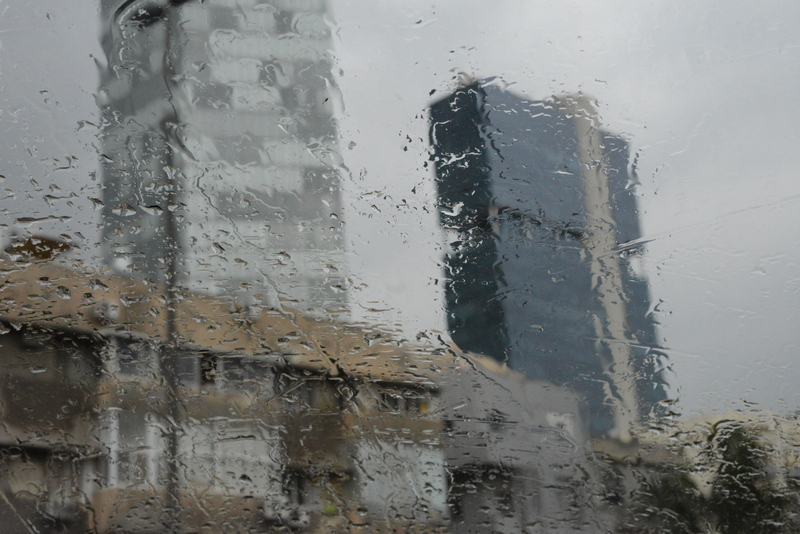
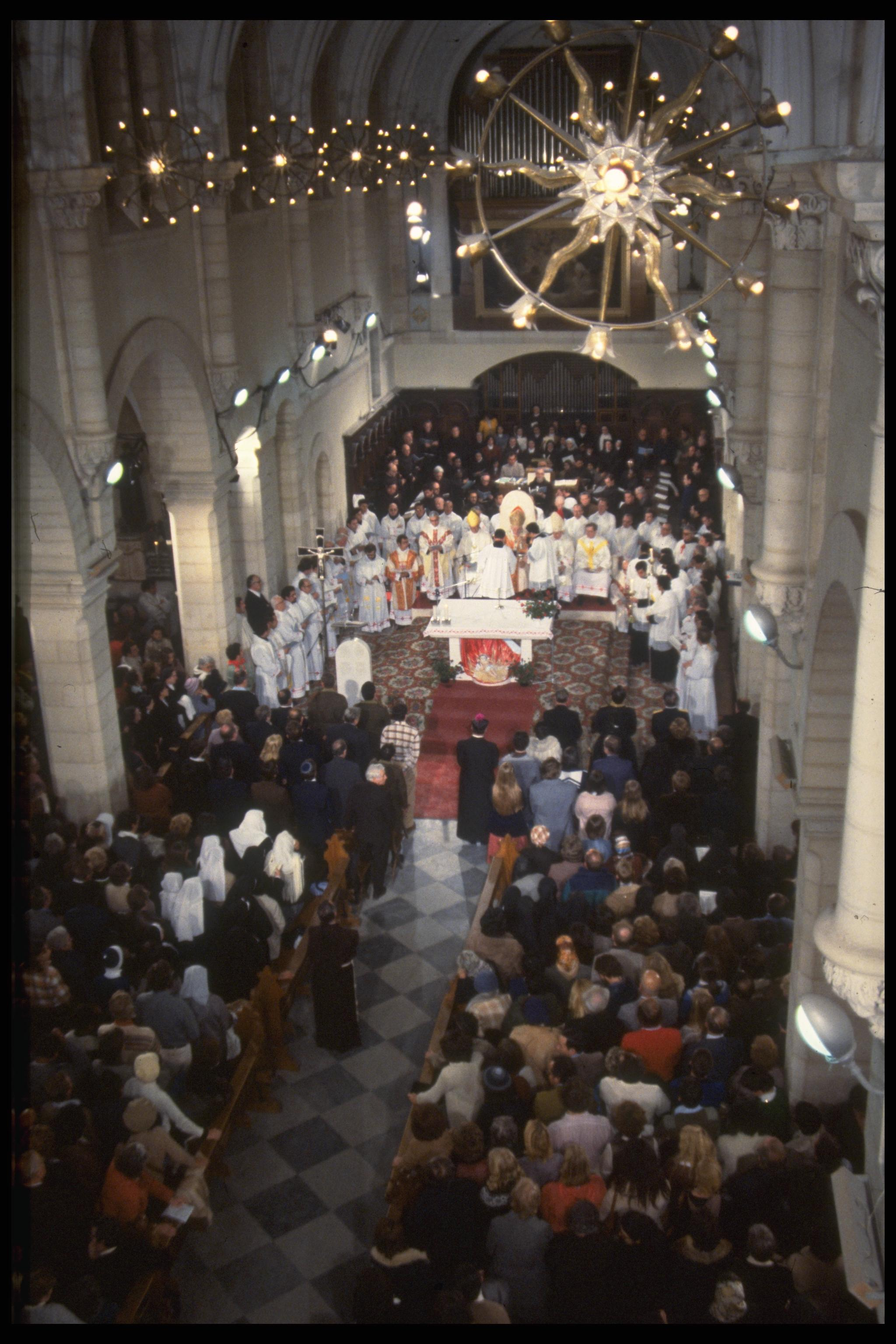
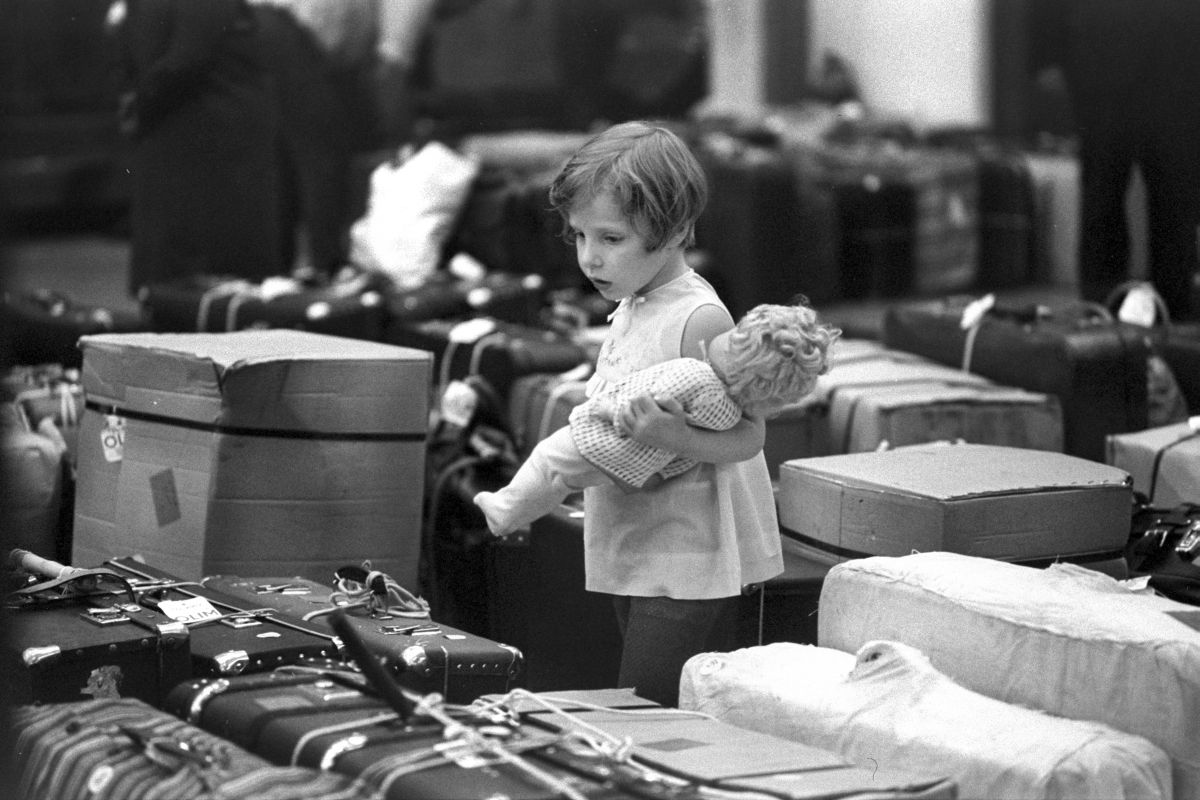
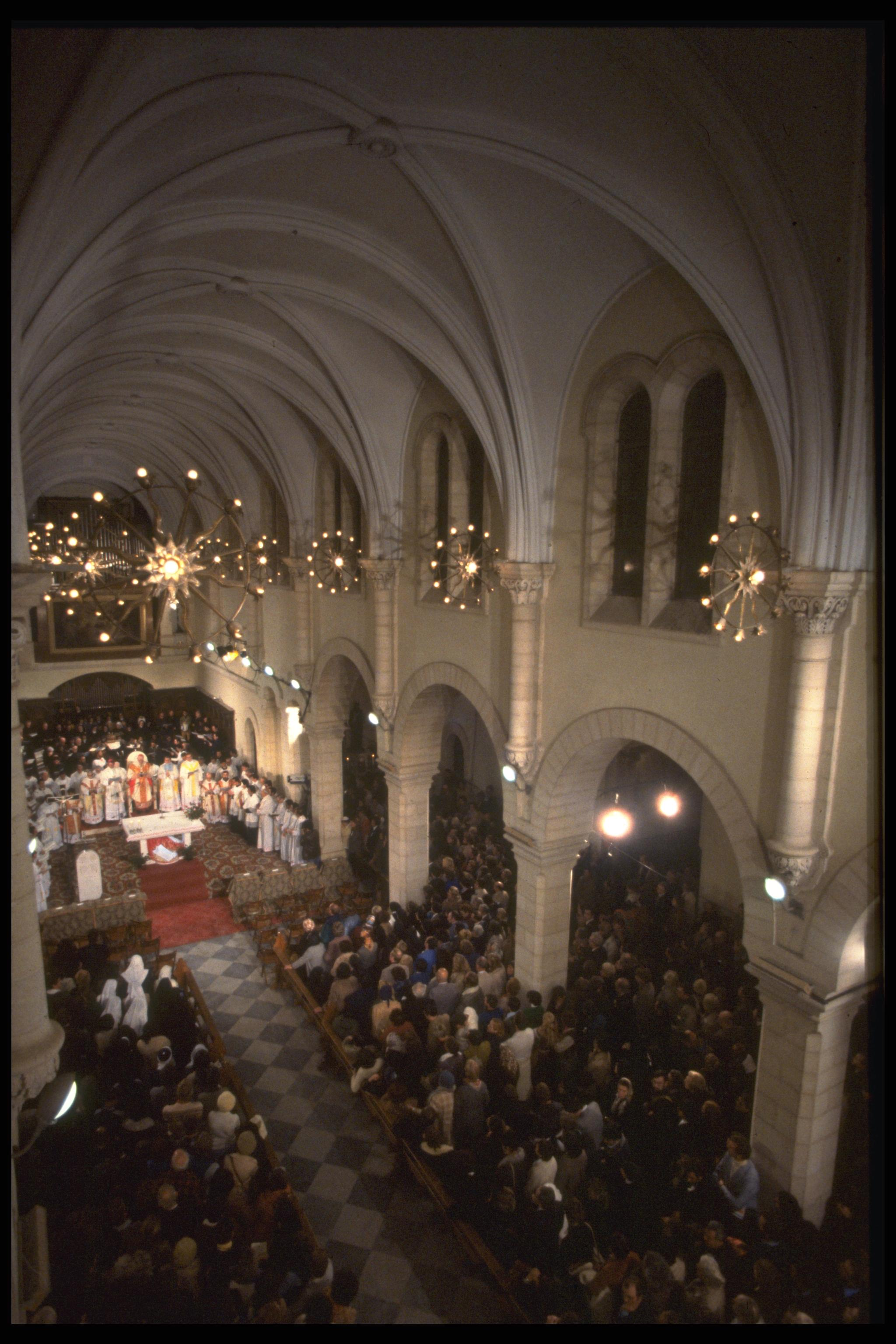
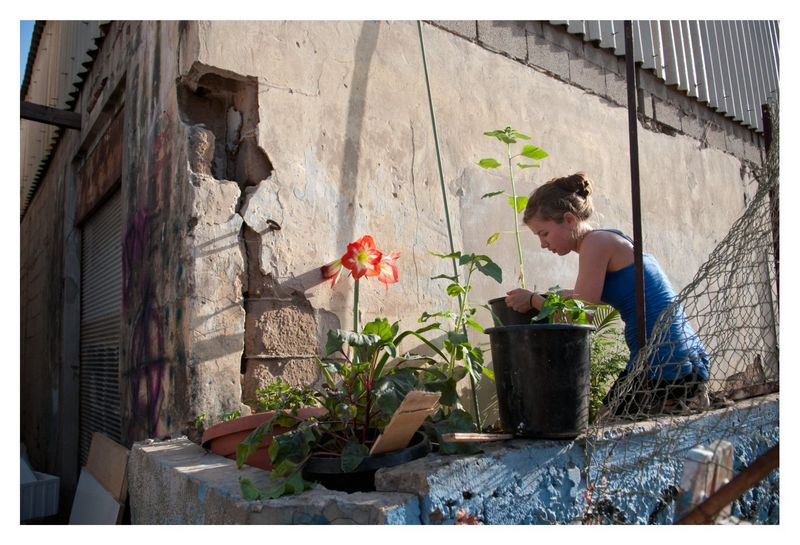

## وصلات خارجية
- الموقع الرسمي